# Popis hrvatskih veleposlanika u Ujedinjenom Kraljevstvu Velike Britanije i Sjeverne Irske
Republika Hrvatska i Ujedinjena Kraljevina Velike Britanije i Sjeverne Irske održavaju diplomatske odnose od 24. lipnja 1992. Sjedište veleposlanstva je u Londonu.

## Veleposlanici
Veleposlanstvo Republike Hrvatske u Ujedinjenoj Kraljevini Velike Britanije i Sjeverne Irske osnovano je odlukom predsjednika Republike od 16. rujna 1992.
| Veleposlanik      | Postavljenje        | Opoziv              | Sjedište |
| ----------------- | ------------------- | ------------------- | -------- |
| Željko Bujas      | 27. rujna 1992.     | 19. listopada 1993. | London   |
| Ante Čičin-Šain   | 27. svibnja 1994.   |                     | London   |
| Andrija Kojaković | 1. lipnja 1997.     | 9. listopada 2002.  | London   |
| Josip Paro        | 10. listopada 2002. | 15. siječnja 2009.  | London   |
| Ivica Tomić       | 10. ožujka 2009.    | 15. rujna 2012.     | London   |
| Ivan Grdešić      | 1. listopada 2012.  | 31. kolovoza 2017.  | London   |
| Igor Pokaz        | 1. rujna 2017.      |                     | London   |

## Vanjske poveznice
- Ujedinjeno Kraljevstvo na stranici MVEP-a